# Supetar (kulturno-povijesna cjelina)
Kulturno-povijesna cjelina Supetra, kulturno-povijesna cjelina, Supetar, zaštićeno kulturno dobro.

## Opis dobra
Nastala od 15. do 19. stoljeća. U širokom razvedenom zaljevu na sjevernoj strani otoka Brača smješteno je naselje Supetar. Početak razvoja prvog naselja je oko uvale „in portu sancti Petri“ gdje je na uzdignutom mjestu na zapadnoj strani podignuta ranokršćanska bazilika sv. Petra s narteksom i ostacima mozaičnog poda. Supetar se prvi put spominje početkom 15. stoljeća, kada se navodi kao priobalni kaštel ili kastrum za obranu luke, ali tek u drugoj polovici 16. stoljeća uz obalu se počinje formirati prvo naselje od oko 60 stanovnika. Početkom 17. stoljeća odvaja se od Donjeg Humca kao samostalna župa. Sve do 1870. godine Supetar je služio kao luka Nerežišća, tadašnjeg sjedišta kneza i uprave otoka, kad se administrativno i prometno središte prebacuje uz more, a naselje se širi, uređuje obala i nizom dvokatnica na rivi oblikuje reprezentativno pročelje gradića.

## Zaštita
Pod oznakom Z-5722 zavedena je kao nepokretno kulturno dobro - kulturno-povijesna cjelina, pravna statusa zaštićena kulturnog dobra, klasificirano kao "kulturno-povijesna cjelina".